# Języki bantuidalne
Języki bantuidalne – grupa języków nigero-kongijskich, klasyfikowanych w obrębie podgrupy benue-kongijskiej. Języki te używane są na terenie niemal całej Afryki subsaharyjskiej z wyjątkiem Afryki Zachodniej oraz terenów Namibii, zajętych przej języki khoisan. Do grupy języków bantuidalnych należą m.in. języki bantu.